# Lloyd Lowndes
Lloyd Lowndes, Jr., född 21 februari 1845 i Clarksburg, Virginia (i nuvarande West Virginia), död 8 januari 1905 i Cumberland, Maryland, var en amerikansk republikansk politiker. Han var ledamot av USA:s representanthus 1873–1875 och Marylands guvernör 1896–1900.

## Biografi
Lowndes utexaminerades 1865 från Allegheny College i Meadville i Pennsylvania och avlade 1867 juristexamen vid University of Pennsylvania. Han inledde sedan sin karriär som advokat i Cumberland i Maryland. Efter en mandatperiod i representanthuset besegrades han i kongressvalet 1874. Efter tiden i kongressen var han verksam inom bankbranschen.
Lowndes efterträdde 1896 Frank Brown som guvernör och efterträddes 1900 av John Walter Smith.
Anglikanen Lowndes gravsattes på Rose Hill Cemetery i Cumberland.